# RēR Quarterly
Il RēR Quarterly (anche noto come Rē Records Quarterly e RēR Records Quarterly) è stata una rivista musicale trimestrale (in inglese "quarterly") britannica, le cui uscite comprendevano in allegato anche degli LP. Venne pubblicata a intervalli irregolari tra il 1985 e il 1997 da Recommended Records e November Books, e fu curata dal percussionista, paroliere e teorico musicale Chris Cutler, ex-membro degli Henry Cow, gruppo musicale inglese di avant rock. A livello internazionale veniva venduta dalla Recommended tramite mail order e soltanto per speciali negozi di dischi.
Vennero pubblicati in totale tredici numeri (quattro volumi di quattro, quattro, tre e due edizioni rispettivamente) più due di "raccolta" con selezioni musicali dai volumi 1 e 2. Dal volume 4 l'LP fu sostituito da un CD e quest'ultimo, con la rivista (ridenominata unFILEd: The RēR Sourcebook), fu venduto separatamente o insieme come set.

## Storia
L'idea di creare RēR Quarterly spuntò nel 1982 quando la Recommended Records pubblicò il  Recommended Records Sampler , un doppio album sampler di vari artisti dell'etichetta discografica, che conteneva alcuni loro lavori recentemente registrati e/o inediti.
Infatti il disco di ogni numero di RēR Quarterly conteneva musica inedita di artisti di tutto il mondo, inclusi pezzi commissionati, progetti e registrazioni dal vivo. La rivista A4 (che variava da 42 a 112 pagine per uscita) includeva anche opere d'arte e articoli teorici e pratici sulla musica, spesso dei compositori e degli artisti stessi presenti nel disco. In linea con gli obiettivi della Recommended Records e del suo motore primo, Rock in Opposition, un numero di nuovi musicisti e gruppi apparve nei dischi, molti dei quali pubblicarono in quest'occasione a livello internazionale per prima volta.
L'editor Chris Cutler ha descritto il RēR Quarterly come: «in primo luogo una rivista sonora - non un sampler o una compilation, ma una finestra su ciò che stava accadendo, saggi sulle possibilità del suono, introduzione a nuove persone. E in secondo luogo una rivista stampata senza le solite interviste e recensioni, evitando il linguaggio e la prospettiva della stampa musicale vapida…»

## Numeri
Tutte le tracce sono state composte dagli artisti stessi, tranne ove indicato.

### Volume 1
1. The Threshold of Liberty – 9:25 – Steve Moore
2. Experiment – 1:19 – Lars Hollmer
3. Education – 3:45 – Chris Cutler and Lindsay Cooper
4. Compromisation (Dave Kerman) – 3:00 – 5uu's
5. Dans les Yeux Bleues – 1:10 – Joseph Racaille
6. Naiwabi – 2:35 – The Lowest Note
7. Sorry 'bout That – 1:50 – Adrian Mitchell
8. Prayer for Civilisation (Warrick Sony) – 5:02 – Kalahari Surfers
9. Indefinite – 2:58 – Mission Impossible
10. Pensa un Numero – 2:13 – Stefano Delu
11. Song in Space – 0:35 – Adrian Mitchell
12. A Walk Around the Brewery – 6:06 – Mikolas Chadima
13. Saw It in the Paper – 3:40 – Adrian Mitchell

- Fonte: Discogs[2]

1. Berlin Programme (Brecht, Eisler, Cutler, Frith, Goebbels, Harth, Cora, Krause, Lewis) – 27:44 – Duck and Cover
2. Mystery Tapes 1 – 6:04 – John Oswald
3. Märzfeber – 6:44 – Conrad Bauer
4. Fluent (Andrzej Karpiński) – 3:13 – Reportaż
5. Battle-painter's Song (Karpiński) – 2:11 – Reportaż
6. The Day When Truth Was not Existed (Karpiński) – 2:58 – Reportaż
7. Stufferation – 1:42 – Adrian Mitchell

- Fonte: Discogs[3]

1. Card to Bernard (Peter Blegvad) – 2:42 – The Big Guns
2. Early Rest Home (Whitlow, Wilson, Piersel, Scholbe, Katsimpalis, Sharp) – 9:40 – Biota
3. Pigs – 2:40 – Robert Wyatt
4. Sprung from Traps – 5:05 – Roger Turner
5. Little Red Bombadier – 4:13 – Kontroll Csoport
6. Woman of Water – 1:16 – Adrian Mitchell
7. Coste – 1:52 – Cassix
8. Criota – 2:42 – Cassix
9. Religion – 2:30 – Cassix
10. The Stanislavsky Method – 1:07 – Cassix
11. Tempo di Pace, Bari – 3:52 – Cassix
12. Copy Machine – 1:46 – Cassix
13. Finta di Nulla – 1:54 – Cassix
14. Nadja – 4:21 – Nazca

- Fonte: Discogs[4]

1. After Dinner – 2:55 – After Dinner
2. A Walnut – 3:05 – After Dinner
3. RE (Tadahiko Yokogawa) – 4:29 – After Dinner
4. A Man of Marble – 2:56 – After Dinner
5. Glass Tube – 4:34 – After Dinner
6. L'heure des Louves (Joane Hétu, Diane Labrosse) – 5:15 – Wondeur Brass
7. Раз, Два (1, 2) – 4:31 – Strange Games
8. Hermetic Discourse – 6:32 – Steve Moore
9. C'est Bon la Viande! – 4:54 – Art Moulu Tréfin
10. The Murder of the Poet Michael Smith by Three Men in Kingston, Jamaica – 0:40 – Adrian Mitchell
11. Power – 4:18 – The Black Sheep
12. Cantate 159 (Bach, arr. André Duchesne) – 5:13 – André Duchesne
13. Staying Awake – 1:31 – Adrian Mitchell

- Fonte: Discogs[5]

### Volume 2
1. Puptent – 3:45 – Blitzoids
2. Imperialism of the Future – 4:38 – Ůr
3. The Same Thing (Willie Dixon) – 5:50 – Henry Kaiser, Michael Maxymenko e Bill Frisell
4. Wedding (Iva Bittová, Pavel Fajt, Karel David) – 4:52 – Iva Bittová and Pavel Fajt
5. Plains of Hungary – 11:00 – Anthony Moore
6. Parade – 11:10 – John Oswald
7. Pégase (Joseph Racaille, arr. Christophe Baillot) – 1:14 – Joseph Racaille
8. Nivelles – 5:48 – This Heat
9. The Egg & I (Anton Fier, David Thomas) – 3:31 – David Thomas & The Accordion Club
10. It Happened to Me (Thomas) – 2:33 – David Thomas & The Accordion Club

- Fonte: Discogs[6]

1. In Life's Hand (Dave Kerman) – 4:35 – 5uu's
2. Chairman Mao (Charlie Haden, Robert Wyatt) – 6:19 – Robert Wyatt
3. Yeah Mom – 3:47 – John French
4. From Suite Koradi – 12:22 – Arturo Meza
5. Suite (Resume 84–86) (Stevan Tickmayer) – 11:48 – Intellectual Cabare
6. Christi Crucifixi Ultima Verba – 5:28 – Jocelyn Robert
7. Dance – 5:22 – Hunk Ai!
8. The Barking Dogs Versus the Minimalists – 3:42 – Henry Kaiser

- Fonte: Discogs[7]

1. Klangfarbenprobes (Episodes Excerpt) – 2:02 – John Oswald
2. Warsong (For Lovers Only) – 3:03 – Roberto Musci e Giovanni Venosta
3. Redens" / "Orbiston Parva – 3:06 – Luciano Margorani
4. Brave It (Amy Denio) – 4:35 – Tone Dogs
5. Engine of Myth – 2:44 – David Myers
6. Warheads – 4:28 – James Grigsby
7. Under Xmas Tree (Lars Pedersen) – 3:48 – When
8. Tango – 3:43 – Kampec Dolores
9. Tra le due Inghilterre – 3:35 – La 1919
10. Pageant for Blinking Signal (James Grigsby) – 1:44 – James Grigsby e Brad Laner
11. Flaubears Dancing – 4:48 – J. Lachan
12. Moyen-âge – 9:00 – Miriodor

- Fonte: Discogs[8]

1. Todesanzeige – 5:40 – Expander Des Fortschritts
2. Cairo: Khan Al Khaki – 8:50 – Werner Kodytek
3. Picasso's Last Stand (Jim Meneses) – 4:15 – Increase the Angle
4. All Thumbs – 4:06 – Bill Gilonis
5. Os Monomakhos – 4:12 – Dimosiypalliliko Retire
6. Cut – 11:45 – Lutz Glandien
7. Organism – 8:37 – Thinking Plague
8. USA/Intolerance – 1:33 – Jean Derome
9. Italy/Resistance – 2:14 – Jean Derome
10. Ghana/Hope – 3:35 – Jean Derome

- Fonte: Discogs[9]

### Volume 3
1. Iranian Rock – 7:01 – Steve Moore
2. Bakerloo Boogaloo (Will Menter) – 7:33 – Overflow
3. Bells – 11:40 – Don Wherry
4. War is Deception (Christoph Anders) – 3:45 – State of War
5. Vox-5 – 5:37 – Trevor Wishart
6. Anything's Possible – 2:15 – ZGA
7. Duchesne Téléphone – 2:14 – René Lussier
8. Christmas Message – 2:46 – René Lussier
9. Extrait du Manifeste du Front de libération du Québec – 3:29 – René Lussier
10. Government of Love – 4:29 – Bing Selfish & The Ideals
11. Working Stiff – 2:32 – Murphy Working Stiffs

- Fonte: Discogs[10]

1. Pressure Inversion Ratios – David Myers e Alex Ross
2. Es Lebe – Lutz Glandien
3. Stone Music – Zygmunt Krauze
4. Music from The Bacchae – Rasmus Lunding
5. Dedicated to Marina D. – Ne Zhdali
6. Release – Charles Southern
7. The Old Pianola (Pierre Bastien) – Mecanium

- Fonte: Discogs[11]

1. Chiaroscuro – 7:00 – Steve Moore
2. Photo Project 1 – 2:22 – Jocelyn Robert
3. Bell (Lars Pedersen) – 6:25 – When
4. Tombo – 5:05 – Tom Djll
5. Racer Hero (Susanne Lewis) – 3:33 – Hail
6. Microclimats (Marc Pira, Pierre Chuchana) – 9:19 – Illegal Function
7. Carousel of Progress (Dave Kerman, Sanjay Kumar) – 5:22 – 5uu's
8. Intense Grace (Dave Fox) – 3:16 – Abdo Men
9. Diary XI-XV – 7:30 – Erik Hug

- Fonte: Discogs[12]

### Volume 4
1. - – 4:00 – Koongoortoog
2. Ostrich Wheel (Django Bates) – 7:20 – The Adenoid Quartet
3. Z – 0:18 – John Oswald
4. TP2 (Doug Carroll) – 7:24 – Tom Nunn
5. What's the Point? – 2:09 – Diledadafish
6. The Desk (Warrick Sony) – 3:41 – Lesego Rampolokeng con Kalahari Surfers
7. Vietnam's Victory – 6:26 – Cornelius Cardew
8. Death in 40 Pictures – 2:27 – Peter Machajdík
9. Circus Music (Tiziano Popoli) – 8:59 – Tiziano Popoli and N.O.R.M.A.
10. Sonnet 2 – 2:39 – Al Margolis
11. The Unknown (No. 4) – 2:43 – David Lee Myers
12. How to Clean Squid – 5:41 – Thinking Plague
13. Lost Title – 3:19 – ZGA
14. Walk Aside – 4:14 – Biota
15. The Cross and the Circle – 5:41 – Martin Burlas
16. Chair – 3:36 – Blitzoids
17. Les cons ont Dansé" / "Lait Condensé (Yves Chichillos Hausermann) – 3:42 – Les Sales Combles
18. Encore – 1:16 – Chris Cutler e Fred Frith

- Fonte Discogs[13]

1. Sacrifice to Isis – 2:22 – Q.R. Ghazala
2. Three Cold Floors – 3:59 – Mike Hovancsek e Paul Guerguerian
3. Inception – 4:10 – Tom Dimuzio
4. Short-Cuts: Brahms – 4:25 – Marie Goyette
5. Danseuse – 5:06 – Ken Ando
6. Congo – 1:40 – Robert Iolini
7. Zimbabwe – 2:27 – Robert Iolini
8. From Le Ombre di Otello – 3:28 – Giovanni Venosta
9. Feu Brilliant – 5:18 – Keith Rowe and Alain De Filippis
10. Shenandoah" / "Innsbruck – 5:30 – Brian Woodbury's Variety Orchestra
11. The Unthinkable – 6:27 – Richard Barrett
12. Heterophony – 7:02 – Stevan Tickmayer
13. Des Objets de la Plus Grande Importance (Gigou Chenevier) – 3:26 – Volapük
14. Interludium: Two Drums – 2:46 – Boris Kovač
15. Virgo Ramayana – 6:00 – Philip Perkins
16. After Hours" / "The Colour of Blood – 4:40 – Shelley Hirsch, Jon Rose e Chris Cutler

- Fonte Discogs[14]

### Selections
1. Mystery Tapes – 6:07 – John Oswald
2. Berlin Programme (Brecht, Eisler, Cutler, Frith, Goebbels, Harth, Cora, Krause, Lewis) – 27:41 – Duck and Cover
3. Hermetic Discourse – 6:45 – Steve Moore
4. Religion – 2:32 – Cassix
5. The Stanislavsky Method – 1:11 – Cassix
6. Tempo di Pace, Bari – 3:56 – Cassix
7. Copy Machine – 1:49 – Cassix
8. Finta di Nulla – 1:59 – Cassix
9. The Birth of Compomisation (Dave Kerman) – 2:53 – 5uu's
10. The Threshold of Liberty – 9:32 – Steve Moore
11. Early Rest Home (Whitlow, Wilson, Piersel, Scholbe, Katsimpalis, Sharp) – 9:43 – Biota

- Fonte: Discogs[15]

1. Chairman Mao (Charlie Haden, Robert Wyatt) – 6:15 – Robert Wyatt
2. Wedding (Iva Bittová, Pavel Fajt, Karel David) – 4:52 – Iva Bittová e Pavel Fajt
3. Tra le due Inghilterre – 3:33 – La 1919
4. Christi Crucifixi Ultima Verba – 5:29 – Jocelyn Robert
5. Pageant for Blinking Signal (James Grigsby) – 1:42 – James Grigsby e Brad Laner
6. Flaubears Dancing – 4:47 – J. Lachan
7. The Barking Dogs Versus the Minimalists – 3:39 – Henry Kaiser
8. Picasso's Last Stand (Jim Meneses) – 4:15 – Increase the Angle
9. All Thumbs – 4:07 – Bill Gilonis
10. The Egg & I (Anton Fier, David Thomas) – 3:28 – David Thomas & The Accordion Club
11. Pégase (Joseph Racaille, arr. Christophe Baillot) – 1:14 – Joseph Racaille
12. Klangfarbenprobe – 2:00 – John Oswald
13. Warsong – 2:46 – Roberto Musci e Giovanni Venosta
14. "Redens" / "Orbiston Parva" – 3:07 – Luciano Margorani
15. In Life's Hand (Dave Kerman) – 4:36 – 5uu's
16. Warheads – 4:30 – James Grigsby
17. Under Xmas Tree (Lars Pedersen) – 3:48 – When
18. USA Intolerance – 1:33 – Jean Derome
19. Italy Resistance – 2:14 – Jean Derome
20. Ghana Hope – 3:54 – Jean Derome

- Fonte Discogs[16]